# Mukō
Mukō (japanska: 向日市?, Mukō-shi) är en stad i Kyoto prefektur i Japan. Staden fick stadsrättigheter 1972.